# Dendropsophus garagoensis
Dendropsophus garagoensis es una especie de anfibios de la familia Hylidae. Es endémica de Colombia.
Sus hábitats naturales incluyen pantanos, marismas de agua dulce, corrientes intermitentes de agua, pastos, jardines rurales, zonas previamente boscosas ahora muy degradadas, zonas agrícolas inundadas, canales y diques.